# 谷寿夫
谷寿夫（日语：〔〕／ Tani Hisao，1882年12月23日—1947年4月26日）日本陆军中将，二战乙级战犯，南京大屠杀主犯之一。
毕业于日本陆军大学，曾参加日俄战争。1937年卢沟桥事变后派往中国华北地区。淞沪会战期间率军绕道杭州湾登陆。1937年12月12日率所部由中华门侵入南京，并伙同第16师团、第18师团、114师团等制造了南京大屠杀。1947年2月6日在南京军事法庭公审，4月26日在南京雨花台被枪决。

## 生平

### 早年从军经历
谷寿夫于1882年12月23日出生于日本冈山县。于1903年11月毕业于日本陆军士官学校第15期步兵科，1904年3月被授予步兵少尉军衔。参与日俄战争，期间晋升中尉。1912年11月毕业于日本陆军大学第24期，成绩名列该期第三名，被派往英国留学。后曾在参谋本部及驻外使馆任职。谷寿夫在陆大担任教官时还采访了松川敏胤，写了一本《机密日俄战史》（機密日露戦史）这本书成为日本陆军参谋学院的必修教科书，虽然被陆军元帅上原勇作批评为不准确。1925年3月18日晋升陆军大佐；1928年8月10日作为第三师团参谋长参加了九一八事变。1930年8月1日晋升陆军少将，任驻国联的日军陆空军代表。1932年回国任军事调查委员会会长。1933年8月1日任近卫师团第二旅团长。1934年8月1日担任东京湾要塞司令官的闲职。1935年6月5日任第九师团留守师团长，12月2日任第六师团团长。

### 参加中日战争

#### 第二次上海事变
1937年卢沟桥事变后，谷寿夫被任命日军第六师团中将师团长，率部参加华北的战斗，在华北纵容部下屠杀中国平民。同年8月15日，日军参谋本部组建上海派遣军，由松井石根担任司令官。11月7日，日军组建中支那方面军，松井石根担任司令官，仍兼任上海派遣军司令官，冢田攻、武藤章分任正副参谋长。方面军下辖亲王朝香宫鸠彦为司令官的上海派遣军和柳平直助为司令官的第十军团（谷寿夫为该军第六师团团长）。10月后谷寿夫被调入华中战线，在柳川平助中将的第十军团编成内参加金山卫登陆作战，11月5日，日军第十军团其他师部在杭州湾北部登陆后，谷寿夫随即从左翼对淞沪实施迂回包围，配合上海派遣军对淞沪战场上的国军形成夹击之势，迅速改变了淞沪战场日军久攻不下的局面，急剧加速了国军崩溃态势。8日，谷寿夫随第十军渡过黄浦江，占领松江地区，截断沪杭铁路。

#### 南京大屠杀
1937年11月12日，谷寿夫不顾后勤缺乏，长途奔袭南京。同年12月3日，谷寿夫奉命率第六师团沿广德、洪兰埠公路向南京南面进击，8日占领南京秣陵镇，参加南京外围作战。9日，第六师团占领雨花台以西地区，一步占领大胜关。10日，向雨花台发起进攻；12月13日，突破国军第88师在中华门建立的防线，抢先攻入南京市。
在日军攻入中华民国首都南京后，逃难的南京市民和投降的国军拥挤在街道上，谷寿夫纵容部下对无辜平民投掷手榴弹，用机枪扫射，自己也亲自用军刀杀人，其中谷寿夫本人奸淫中国妇女达十余人。第六师团的随军摄影记者河野公辉曾在该师团司令部看到一份上级传达的命令∶“绝不容许共产主义肆虐，为粉碎共匪的猖獗活动，农民、工人自不待言，直至妇女儿童皆应杀戮之。”
后来，谷寿夫还邀请参加过甲午战争、日俄战争、一战的日本老兵前来参观。直到同年12月22日，谷寿夫率第六师团奉命回到安徽南部进行清剿作战，第六师团在南京的暴行才得以停止。据统计，被谷寿夫及其师团官兵杀害的中国平民和战俘至少达5万人，他的第六师团在南京大屠杀中残杀中国人民的数量，仅次于中岛今朝吾的第16师团。
有关南京大屠杀的报导传到了日本政府，而日军参谋本部为避免受到国际舆论的谴责，将谷寿夫于同年12月27日调任本土防卫军担任中部军司令官的闲职，1939年9月进入预备役，1945年8月12日任第59军司令官兼中国军管区司令官，未及赴任。

### 审判

#### 调查取证 起诉谷寿夫

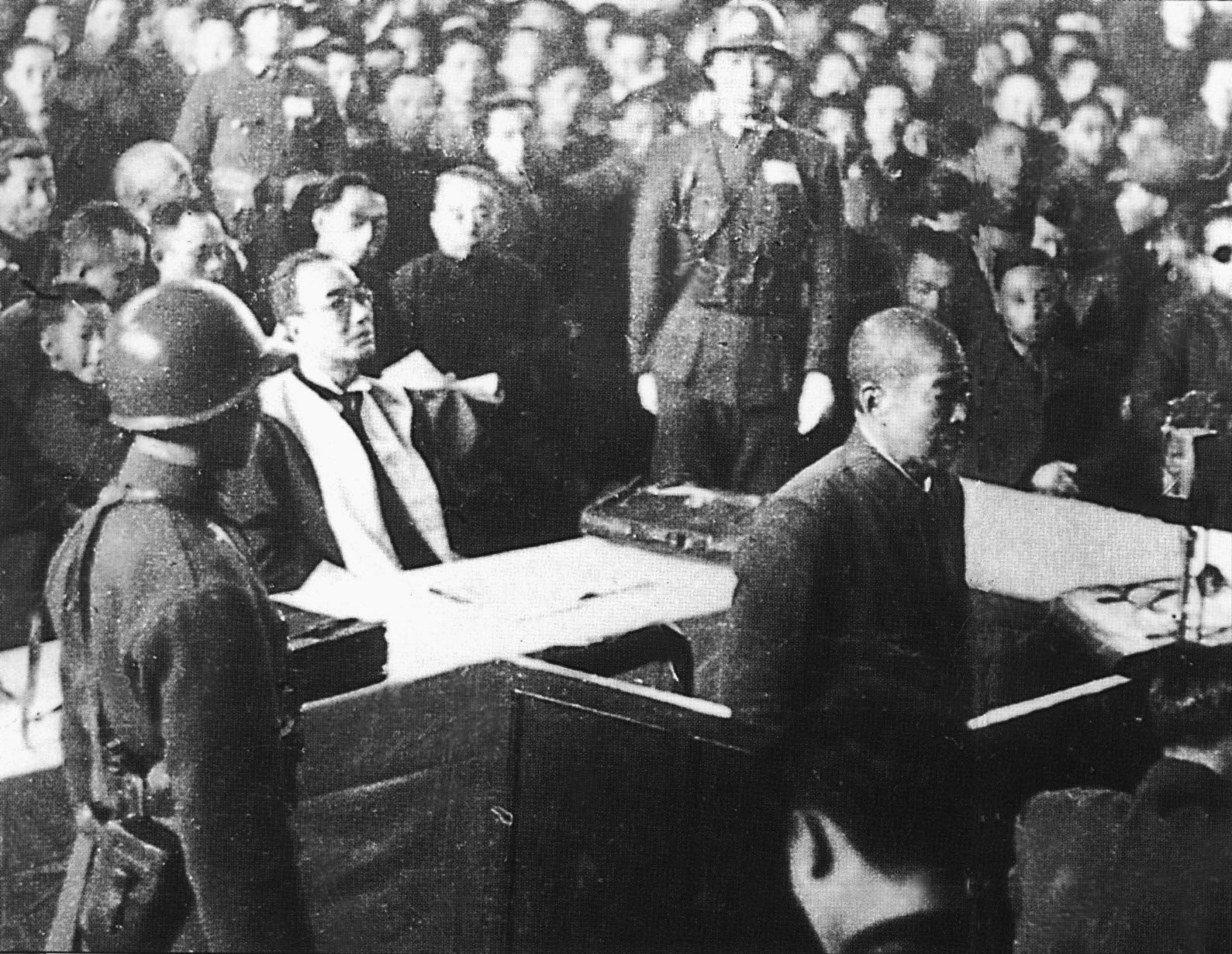
正在「南京军事法庭」受审的谷寿夫。

日本投降后，谷寿夫逃回了日本老家，1946年2月被远东国际军事法庭列为乙级战犯，当即遭到逮捕，并关押于东京巢鸭监狱。1946年8月谷寿夫被从东京巢鸭监狱引渡至南京老虎桥监狱。
1946年10月19日，南京军事法庭首次对谷寿夫开庭侦讯。在讯问中，谷寿夫对自己的侵华路线对答如流，但对第六师团在南京犯下的罪行矢口否认，声称在南京的街上连死人也没有看见过。1946年12月31日，军事法庭检察官陈光虞以破坏和平罪和违反人道罪正式起诉谷寿夫，要求对其执行死刑，以维正义与和平。在起诉书的附件中，附有谷寿夫部队的枪杀事实122例，受害334人；刺杀事实14例，受害195人；集体杀害15例，受害95人；其它杀害，包括屠杀、打死、勒死、抛水淹死、暗杀等，有69例，受害310人；强奸事实15例，受害43人；抢劫及肆意破坏财产事实3例，受害17人。
其实早在谷寿夫被押解南京前，南京市临时参议会及军事法庭就搜集了大量证据。1946年10月28日，军事法庭又在南京的大街小巷张贴布告，号召各界民众，特别是中华门附近的民众揭发谷寿夫部队的罪行。为了便于被害人家属检举，1947年1月25日至28日，军事法庭在中华门外雨花路14号第11区区公所内召开临时调查庭，共有600余人前往检举，控诉日军暴行。1月29日及31日，军事法庭庭长石美瑜还率领叶在增等人，前往中华门外遇难者丛葬地，两天共挖掘尸骨5处，约3000具，选取较为完整的头骨数十颗，交给法医检验。经鉴定，均有刀砍、中弹或钝器击损痕迹，且被害情形，个个不同。至1947年1月，军事法庭已经搜集到谷寿夫部的大屠杀罪证四五千件。

#### 公审谷寿夫
1947年2月6日，南京军事法庭对谷寿夫进行公审。负责这次审判的法庭，是受盟军总部远东军事法庭委托的江苏高等法院刑庭第一庭。审判庭设在南京城内明故宫的一座大庭里，布置庄严肃穆，周围戒备森严。

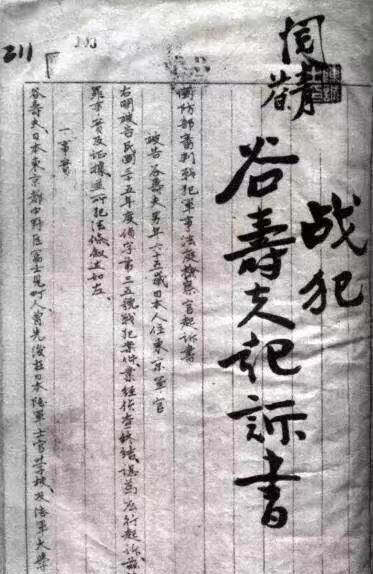
谷寿夫的起诉书

下午审判正式开始，宪兵将谷寿夫押入法庭。主审谷寿夫的审判长是石美瑜律师。公诉人代表中华民国国民政府起诉谷寿夫。起诉书中说：
南京大屠杀的主犯谷寿夫，担任日军第六师团中将师团长，于1937年12月13日，率部攻入南京，立即展开惨绝人寰的大屠杀，持续40多天。
起诉书中详诉了谷寿夫的屠杀罪行：
查屠杀最惨厉之日期，为1937年12月13日至22日。在中华门外花神庙、宝塔桥、石观音、下关、草鞋峡等处，我被俘军民遭日军用机枪集体射杀并焚尸灭迹者有19万余人。此外零星屠杀，其尸体经慈善机关收埋者有15万余具。屠杀总数当在34万人以上。
起诉书里还举例指出：
12月15日下午一时，我军警2000余名被日军俘虏后。押赴中华门外，用机枪扫射，饮弹齐殒。其中负伤未死者，悉遭活埋。同月18日夜间，又将我被囚于幕府山之军民67418人用铁丝捆扎，驱至下关草鞋峡，用机枪射杀，凡倒卧血泊中尚能挣扎者，均遭乱刀戳死，并将全部尸骸用煤油浇灌焚化。日军在中华门外，轮奸少女后又迫使过路僧侣续与行奸，僧拒不从，竟被处宫刑而死。我南京妇女无不人人自危，纷纷避难于外侨所组织的国际委员会所划定的安全区。但日军不顾国际正义，竟亦逞其兽欲，每乘黑夜，越墙而入。不择老幼，摸索强奸。
审判长宣布开庭之后，问谷寿夫对公诉书中所列举的犯罪事实有何申诉，谷寿夫对其指控一概不予承认说道：
当日军攻克上海，南京处于战争状态之时，你们中国政府为什么不早作撤退准备，在双方交战炮火纷飞的情况下，有些非战斗人员不幸为流弹所中，这也是战争中不可避免的现象，本人对此感到抱歉。
面对在证人席上陈放的从南京万人坑里掘出的穿有洞孔，伤痕的头骨，谷寿夫继续说道：
你们凭什麼说这是日本士兵的刀枪穿刺的呢？你们在堂堂国际法庭上，不要带上民族感情来对我审讯，这是不符合法律原则的，是不公道的！军人以服从为天职，我是奉命来华作战，执行任务的，战争责任不在我谷寿夫身上。
法庭之上，谷寿夫坚决否认南京发生过任何大规模屠杀事件。对此，审判官们做好了充足的准备。三次庭审，法庭共传讯中外人士80余人到庭作证，其中有美籍金陵大学社会学教授史密斯、历史学教授贝德士、世界红卍字会南京分会会长许传音等人，他们都列出日军在南京大屠杀的证据。即便如此，谷寿夫依然否认。法庭放映了两部16毫米纪录片。一部是美国牧师马吉在1937年的南京，偷偷拍摄并保存下来的影片。一部是日军自己为了炫耀武力而拍摄的中华门至新街口的屠杀现场影片。面对起诉方出示的证据，谷寿夫哑口无言。两天以后，谷寿夫又提出申请，要求法庭传讯其属下参谋长等会攻南京时的日军高级将领作证。2月25日和3月3日，军事法庭续审谷寿夫。率部坚守中华门，受伤后躲在尸体堆中活下来的国军营长郭歧，出逃西安后，曾将南京大屠杀写成《陷都血泪录》，在《西京平报》上进行连载。此次也出庭作证。谷寿夫提出的证人小笠原清也到庭作证。经过五次公审，谷寿夫纵兵制造南京大屠杀，事实清楚，证据确凿，不容抵赖。随后被告要求传其参谋长下野一霍、旅团长坂井德太郎等人出庭作证一事，法庭指出，这些人本身都有共犯嫌疑，纵使到庭作证袒庇，也不可能作出对被告有利的判决。
1947年3月10日下午南京军事法庭对战犯谷寿夫作最后审判。法院指出：
被告在攻陷南京后，以凶残手段，纵兵屠杀俘虏及非战斗人员，并肆施强奸、抢劫、破坏财产等暴行，违反了海牙陆战规例及战时俘虏待遇公约各规定，已经构成战争罪及违反人道罪。而且受害者达到数十万人，尤其用剖腹、枭首、轮奸、活焚的残酷行为，加诸徒手民众与无辜妇孺，穷凶极恶，无与伦比。因此，根据刑事诉讼法、海牙陆战规例、战时俘虏待遇公约、战争罪犯审判条例及刑法等法律条款，判处其死刑。
谷寿夫不服判决，于3月18日提起上诉，24日又追加上诉，要求复审。4月25日，国民政府主席蒋中正批示：原判尚无不合，应予照准。被告声请复审，应予驳回。

### 执行枪决

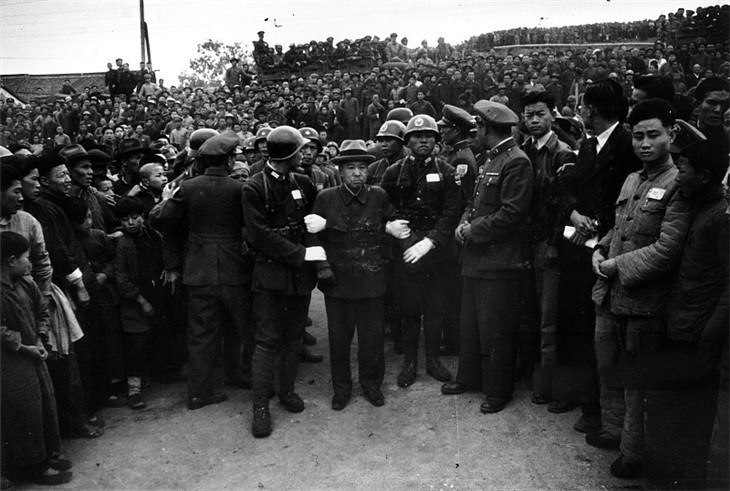
被押赴雨花台刑场的谷寿夫。

1947年4月26日上午11时，谷寿夫在写完给予亲人的信件后，被宪兵押赴雨花台刑场。押解谷寿夫的车一停，宪兵将谷寿夫拖下车时，据行刑的当事人张涛描述，此时谷寿夫已吓得全身发软，站不起来了，只好由自己和另一位宪兵左右扶持站立。
谷寿夫行刑时没有被捆绑，也没有插行刑牌，宪兵手持枪械在谷寿夫背后举起，对准其后脑开了一枪，子弹从头顶斜入，由口中飞出，打飞了谷寿夫两个门牙。谷寿夫当场宣布死亡。最后两名宪兵将已死亡的谷寿夫面朝天放在地上。此时围观的人高声欢呼，掌声雷动。

## 荣誉

### 勋章奖章
- 勋一等旭日大绶章（大日本帝国，1940年4月29日）
- 勋一等瑞宝章（大日本帝国，1939年3月23日）[19]
- 功五级金鵄勋章（大日本帝国）
- 皇家维多利亚勋章（大英帝国）
- 军功十字勋章（大英帝国）
- 1916-1918年战争纪念十字勋章（罗马尼亚王国，1930年7月24日）[20]
- 二等陸軍武功十字章（大日本帝国）